# Камака

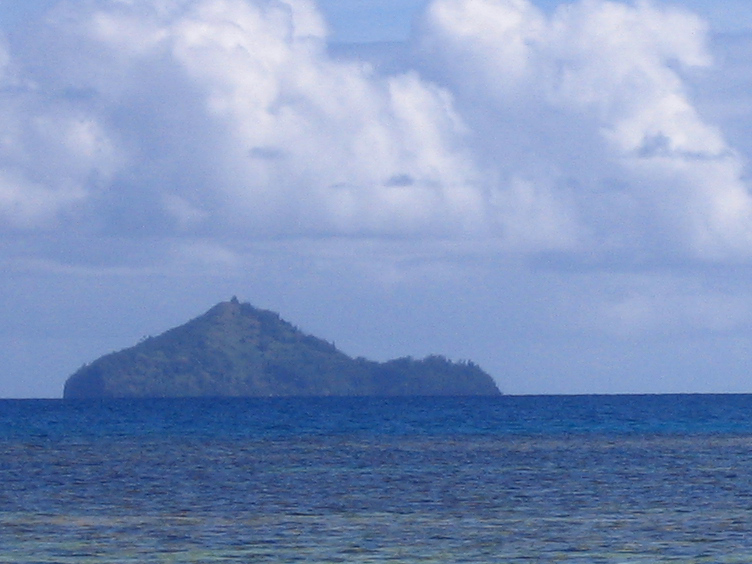
Остров Камака

Камака (фр. Kamaka) — небольшой островок в архипелаге Гамбье (Французская Полинезия).

## География
Площадь составляет около 0,5 км². Наивысшая точка Камака поднята над уровнем моря на 166 метров. Имеет вулканическое происхождение, большая часть его территории покрыта скалистыми образованиями. В 2007 году, при проведении археологических раскопок, на острове было найдено несколько святынь древних полинезийцев.

## Административное деление
Административно входит в состав архипелага островов Гамбье и является частью островного государства Французская Полинезия. 

## Население
В 2002 году численность населения составляла всего 4 человека.